# Деидамия (пьеса)
«Деидамия» — трагедия русского писателя Василия Тредиаковского, написанная в 1750 году и опубликованная в 1775 году, после смерти автора. Стала одной из первых трагедий в русской литературе.

## Сюжет
Сюжет пьесы основан на греческой мифологии. Заглавная героиня — дочь царя Скироса Ликомеда. Она узнаёт, что на острове прячется фессалийский герой Ахиллес, переодевшийся в девушку, чтобы не участвовать в Троянской войне. Герои влюбляются друг в друга и клянутся в верности. Девушка по имени Навплия, «дочь некоторого знатного князя скиросского», тоже влюблённая в Ахиллеса, пытается его оклеветать, но терпит неудачу. В финале Ахиллес, узнав от Улисса, что греки не смогут взять Трою без его помощи, решает отправиться на войну.

## Создание и оценки
29 сентября 1750 года президент российской Академии наук Кирилл Разумовский огласил «изустный указ» императрицы Елизаветы, согласно которому профессора Василий Тредиаковский и Михаил Ломоносов должны были «сочинить по трагедии». Этот указ был связан с крайним дефицитом сценического материала в придворном театре: на тот момент существовали только две оригинальные русские трагедии (обе написанные Александром Сумароковым). Ломоносов написал пьесу «Тамира и Селим», а Тредиаковский — «Деидамию». Разумовский, услышав в авторском исполнении написанную часть «Деидамии», приказал опубликовать её до конца года. Два первых акта уже поступили в типографию, но вскоре властями по неизвестной причине было принято решение не издавать трагедию (при этом «Тамира и Селим» были опубликованы и поставлены на сцене).
В 1752 году Тредиаковский подготовил к печати собрание своих оригинальных произведений, включив туда и «Деидамию» (публикация трагедии была в этом случае, возможно, одной из главных его целей). Однако в итоге собрание вышло без этой пьесы. «Деидамия» была опубликована только в 1775 году, после смерти автора. Согласно его предсмертной воле, в тексте появилось посвящение Сумарокову.
По мнению исследователя Л. Тимофеева, «Деидамия» «свидетельствует, что к 50-м годам творчество Тредиаковского вполне стояло на уровне передовой поэзии его времени».